# 카일 스나이더 (레슬링 선수)
카일 프레더릭 스나이더(영어: Kyle Frederick Snyder, 1995년 3월 24일~)는 미국의 레슬링 선수이다. 2016년 하계 올림픽 남자 자유형 헤비급 금메달리스트로 미국 레슬링 역사상 최연소 올림픽 금메달리스트이자 최연소 세계 선수권 대회 우승자이다.
같은 시즌 올림픽, 세계 선수권 대회, NCAA 레슬링 대회에서 우승하는 "트리플 크라운"을 달성한 최연소 선수이며 2016년 올림픽에서 금메달을 획득하기 전 까지 한 세대 만에 이뤄낸 트리플 크라운이다.

## 사건사고
- 2025년 5월 9일 성매매 혐의로  체포되었다.[1][2]